# Taeler Hendrix
Taeler Conrad-Mellen (New Bedford, 7 giugno 1989) è una wrestler statunitense meglio conosciuta con il ring name Taeler Hendrix.

## Personaggio

### Mosse finali
- The Kiss Goodnight (bacia l'avversaria sulle labbra per poi colpirla con un roundhouse kick[2] o un kneeling reverse piledriver)

### Soprannomi
- "The (Irish) Readhead Bombshell"
- "Kickass Irish Vigilante"
- "Poison Princess"

### Musiche d'ingresso
- One Girl Revolution dei Superchick (OVW; 2011)
- A Girl Can Rock di Hilary Duff (OVW; dicembre 2012-giugno 2013)
- Not Myself Tonight di Christina Aguilera (OVW; giugno 2013-novembre 2013)
- Twin Engines di Dale Oliver (TNA; giugno 2012-giugno 2013)
- Freak Like Me (Edit) dei Halestorm (QOC; marzo 2014-presente)

## Titoli e riconoscimenti
- Ohio Valley Wrestling
  - OVW Women's Championship (3)
  - Miss OVW (2012)
- Pro Wrestling Illustrated
  - 34ª tra le 50 migliori singole nella PWI 50 (2013)
- Queens of Combat
  - QOC Championship (1)